# Justicia americana
Justicia americana là một loài thực vật có hoa trong họ Ô rô. Loài này được Vahl mô tả khoa học đầu tiên.

## Hình ảnh

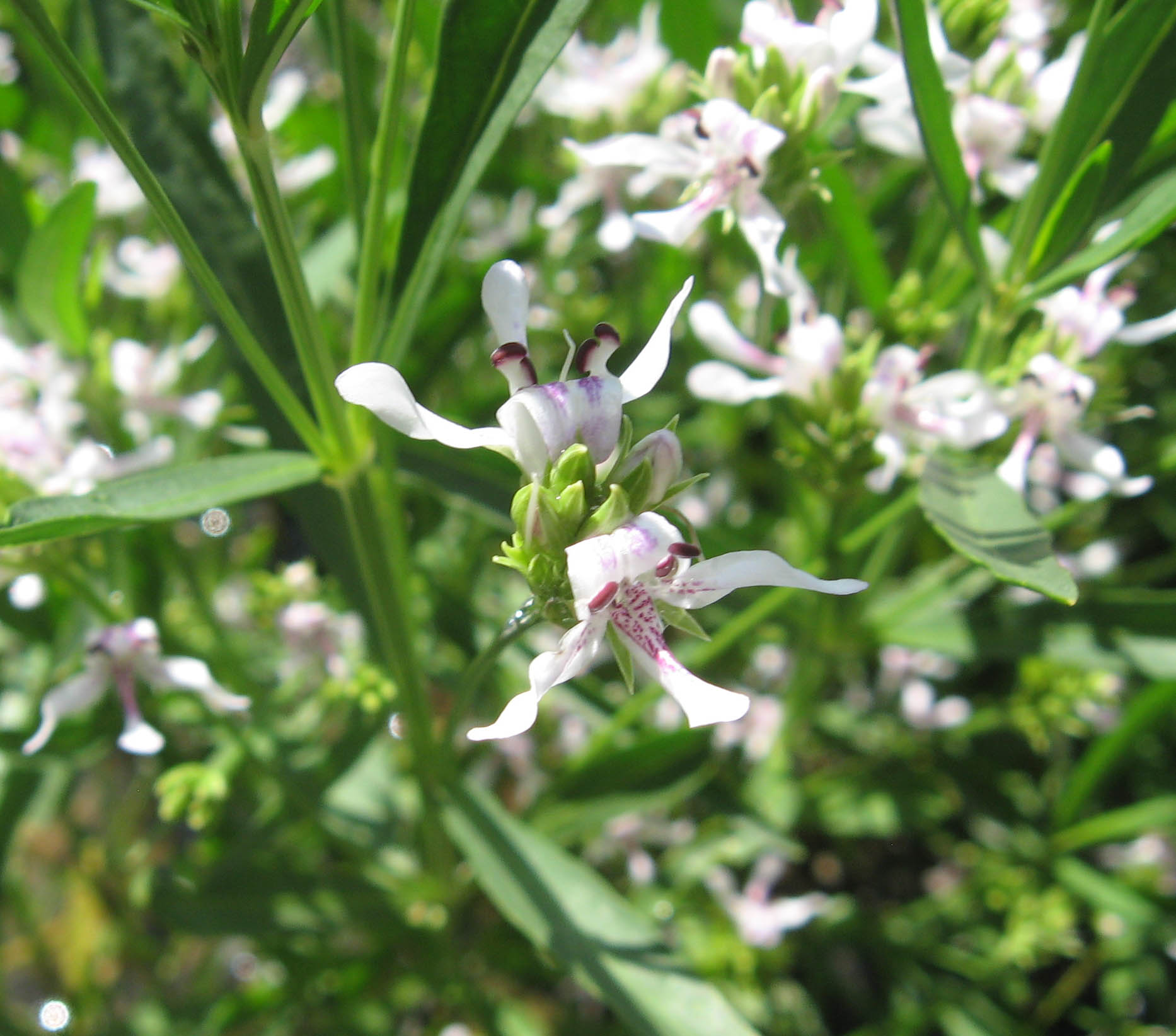
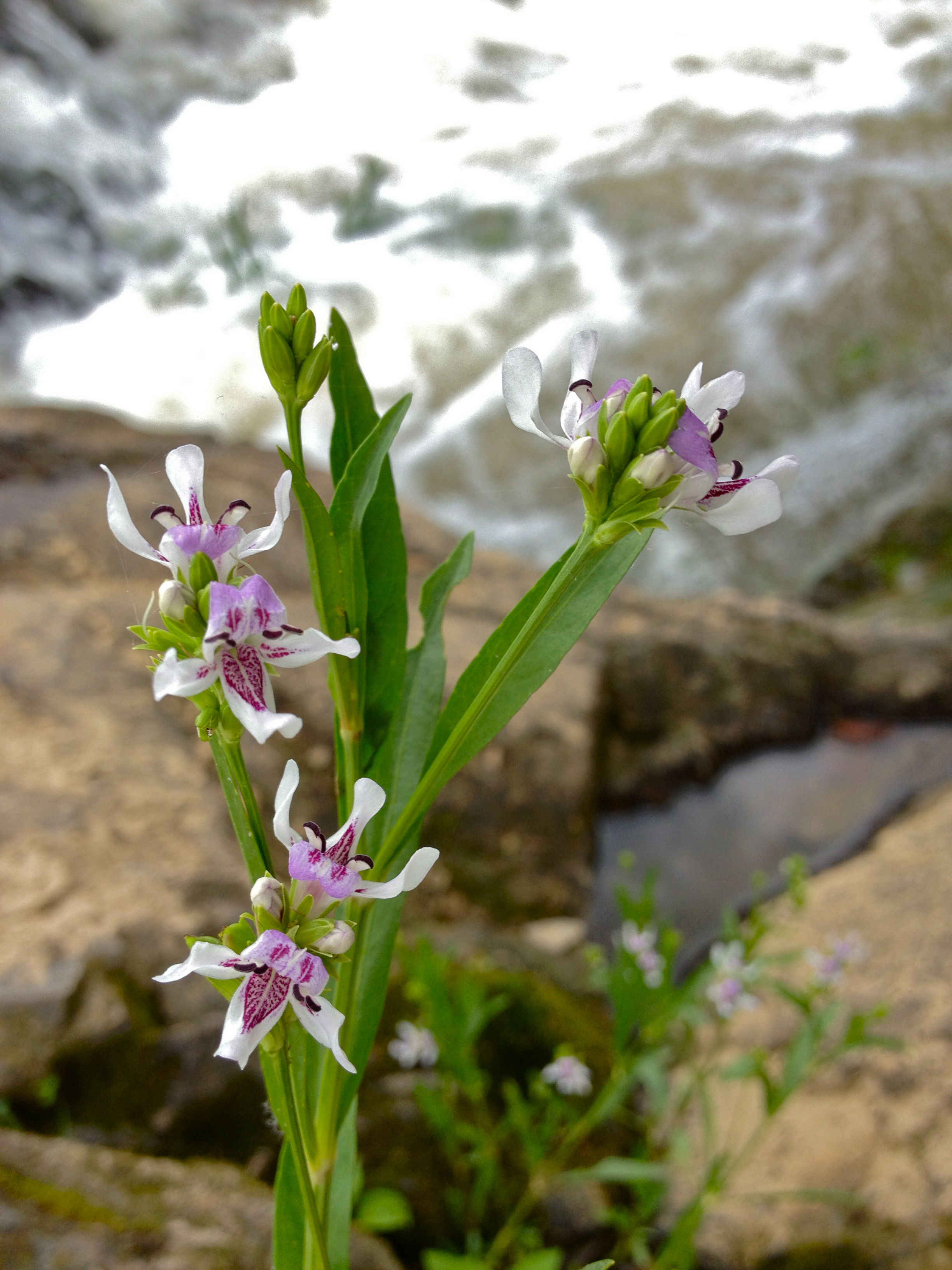
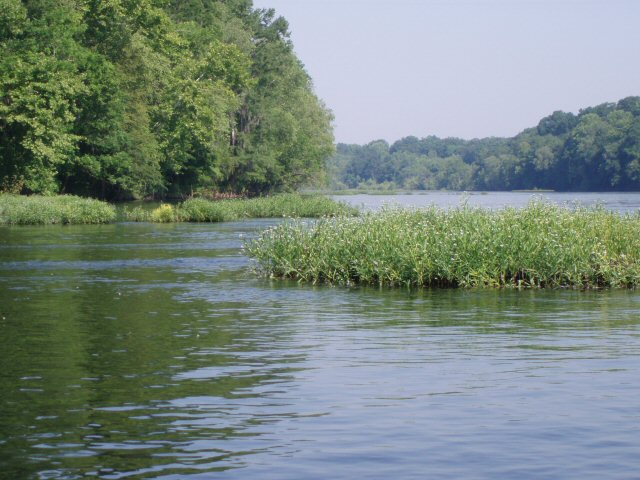
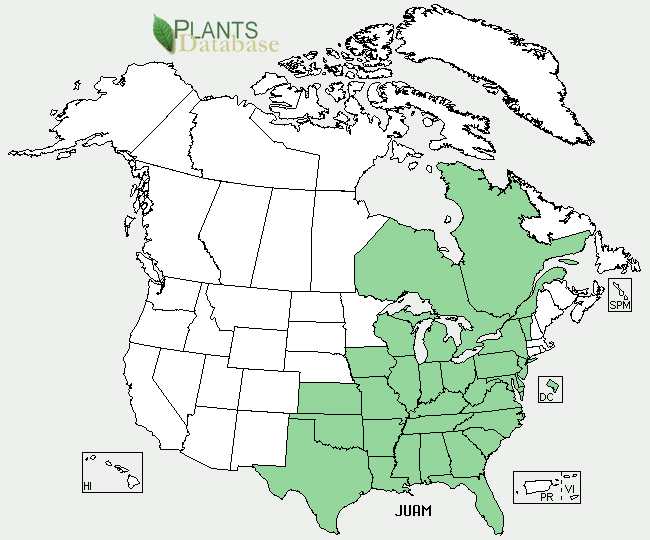